# Floriana FC
Floriana FC är en fotbollsklubb från staden Floriana på Malta. 
Fotbollsklubb grundades  grundades 1894. Laget spelar sina hemmamatcher på Ta’ Qali-stadion i Ta’ Qali.

## Färger
| FLORIANA FC | FLORIANA FC |

### Dräktsponsor
- 20??–20??: Adidas
- 20??–20??: Joma

### Trikåer
| ? · Hemmaställ | ? · Hemmaställ | ? · Hemmaställ | 2017/18 · Hemmaställ | 2021–nutid · Hemmaställ | 2021–nutid · Bortaställ |

## Meriter
Maltesiska ligan: 26 
1909–10, 1911–12, 1912–13, 1920–21, 1921–22, 1924–25, 1926–27, 1927–28, 1928–29, 1930–31, 1934–35, 1936–37, 1949–50, 1950–51, 1951–52, 1952–53, 1954–55, 1957–58, 1961–62, 1967–68, 1969–70, 1972–73, 1974–75, 1976–77, 1992–93, 2019–20
Maltesiska cupen: 21 
1937–38, 1944–45, 1946–47, 1948–49, 1949–50, 1952–53, 1953–54, 1954–55, 1956–57, 1957–58, 1960–61, 1965–66, 1966–67, 1971–72, 1975–76, 1980–81, 1992–93, 1993–94, 2010–11, 2016–17, 2021/22
Maltesiska supercupen: 2 
1993, 2017

## Placering senaste säsonger
| Säsong  | Nivå | Liga                   | Placering | Referens             | Notering |
| ------- | ---- | ---------------------- | --------- | -------------------- | -------- |
| 2010/11 | 1    | Maltese Premier League | 2         | [ 1 ] [ 2 ] [ 3 ]    |          |
| 2011/12 | 1    | Maltese Premier League | 4         | [ 4 ] [ 5 ] [ 6 ]    |          |
| 2012/13 | 1    | Maltese Premier League | 7         | [ 7 ] [ 8 ] [ 9 ]    |          |
| 2013/14 | 1    | Maltese Premier League | 7         | [ 10 ] [ 11 ] [ 12 ] |          |
| 2014/15 | 1    | Maltese Premier League | 5         | [ 13 ] [ 14 ] [ 15 ] |          |
| 2015/16 | 1    | Maltese Premier League | 5         | [ 16 ] [ 17 ] [ 18 ] |          |
| 2016/17 | 1    | Maltese Premier League | 5         | [ 19 ] [ 20 ]        |          |
| 2017/18 | 1    | Maltese Premier League | 5         | [ 21 ] [ 22 ]        |          |
| 2018/19 | 1    | Maltese Premier League | 8         | [ 23 ] [ 24 ]        |          |
| 2019/20 | 1    | Maltese Premier League | 1         | [ 25 ] [ 26 ]        | Mästare  |
| 2020/21 | 1    | Maltese Premier League | 12        | [ 27 ] [ 28 ]        |          |
| 2021/22 | 1    | Maltese Premier League | 2         | [ 29 ] [ 30 ]        |          |
| 2022/23 | 1    | Maltese Premier League | 7         | [ 31 ]               |          |
| 2023/24 | 1    | Maltese Premier League | 2         | [ 32 ]               |          |
| 2024/25 | 1    | Maltese Premier League |           | [ 33 ]               |          |

## Tränare
- Guido Ugolotti

## Kända spelare
- Edward Herrera,